# Dämonen-Quadrille
Dämonen-Quadrille (Demonkadrilj), op. 19, är en kadrilj av Johann Strauss den yngre. 

## Historia
Johann Strauss den yngre kunde inte omedelbart dra nytta av sin framgångsrika debutkonsert i oktober 1844 då Wiens större nöjesetablissemang hade kontrakt med fadern tillika konkurrenten Johann Strauss den äldre. Inte förrän sommaren 1845 märktes en synbar förbättring när han blev dirigent för Wiens andra Borgarregemente och engagerades för att med sin orkester spela på soaréer på Casino Zögernitz i Oberdöbling. Men lyckan blev kortvarig. På hösten blev han utkonkurrerad från Casino Zögernitz av en annan dirigent, danssalongen Zum Sperl valde att ersätta honom med hans egen fader och de välgörenhetskonserter som var planerade för september fick ställas in två gånger på grund av dåligt väder.
För att fira årsdagen av sin debutkonsert framförde Strauss kadriljen Dämonen-Quadrille i Dommayers Casino den 15 oktober 1845. Kadriljens titel kan ha uppkommit som ett svar på alla motgångar eller för att visa för publiken att han var kapabel att komponera annat än bara valser och polkor. Det rör sig om ett relativt invecklat och pretentiöst verk.

## Om kadriljen
Speltiden är ca 3 minuter och 4 sekunder plus minus några sekunder beroende på dirigentens musikaliska tolkning.

## Weblänkar
- Dynastin Strauss 1845 med kommentarer om Dämonen-Quadrille.
- Die Dämonen-Quadrille i Naxos-utgåvan.